# David Johnson
David Johnson (23. října 1951, Liverpool – 23. listopadu 2022) byl anglický fotbalista, útočník.

## Fotbalová kariéra
Hrál za Everton FC, Ipswich Town FC, Liverpool FC, Barnsley FC, Manchester City FC, v USA za tým Tulsa Roughnecks a za Preston North End FC. Nastoupil ve 375 ligových utkáních a dal 104 gólů. S Liverpoolem vyhrál v sezónách 1976/77, 1977/78 a 1980/81 Pohár mistrů evropských zemí. V letech 1977, 1979, 1980 a 1982 získal s Liverpoolem anglický titul, v letech 1981 a 1982 ligový pohár a v letech 1979 a 1980 FA Charity Shield. V roce 1984 získal FA Cup s Evertonem. V Poháru mistrů evropských zemí nastoupil ve 22 utkáních a dal 9 gólů a v Poháru UEFA nastoupil ve 14 utkáních a dal 2 góly. V Superpoháru UEFA nastoupil ve 3 utkáních a v Interkontinentálním poháru nastoupil v 1 utkání. Za anglickou fotbalovou reprezentaci nastoupil v letech 1975–1980 v 8 utkáních a dal 6 gólů. Byl členem anglické reprezentace na Mistrovství Evropy ve fotbale 1980, nastoupil v 1 utkání.

## Ligová bilance
| Ročník                                  | Zápasy | Góly | Klub                 |
| --------------------------------------- | ------ | ---- | -------------------- |
| Football League First Division 1970/71  | 11     | 1    | Everton FC           |
| Football League First Division 1971/72  | 27     | 9    | Everton FC           |
| Football League First Division 1972/73  | 12     | 1    | Everton FC           |
| Football League First Division 1972/73  | 27     | 7    | Ipswich Town FC      |
| Football League First Division 1973/74  | 40     | 13   | Ipswich Town FC      |
| Football League First Division 1974/75  | 35     | 9    | Ipswich Town FC      |
| Football League First Division 1975/76  | 35     | 6    | Ipswich Town FC      |
| Football League First Division 1976/77  | 26     | 5    | Liverpool FC         |
| Football League First Division 1977/78  | 11     | 3    | Liverpool FC         |
| Football League First Division 1978/79  | 30     | 16   | Liverpool FC         |
| Football League First Division 1979/80  | 37     | 21   | Liverpool FC         |
| Football League First Division 1980/81  | 29     | 8    | Liverpool FC         |
| Football League First Division 1981/82  | 15     | 2    | Liverpool FC         |
| Football League First Division 1982/83  | 31     | 3    | Everton FC           |
| Football League First Division 1983/84  | 9      | 1    | Everton FC           |
| Football League Second Division 1983/84 | 4      | 1    | Barnsley FC          |
| Football League Second Division 1983/84 | 6      | 1    | Manchester City FC   |
| Football League Third Division 1984/85  | 24     | 3    | Preston North End FC |
| CELKEM Football League First Division   | 375    | 104  |                      |